# Sean Sullivan
Sean Sullivan (ur. 28 grudnia 1970) – irlandzki judoka. Olimpiczyk z Atlanty 1996, gdzie zajął 33. miejsce w wadze ekstralekkiej.
Uczestnik mistrzostw świata w 1995, 1997 i 1999. Startował w Pucharze Świata w latach 1995, 1996, 1999 i 2000. Piąty na mistrzostwach Europy w 1997. Wicemistrz wspólnoty narodów w 1992 roku.

## Letnie Igrzyska Olimpijskie 1996
| Konkurencja | Eliminacje             | Klas. końcowa |
| Konkurencja | Przeciwnik I           | Miejsce       |
| ----------- | ---------------------- | ------------- |
| 60 kg       | Narender Singh (IND) P | 33.           |